# Echinopsis trichosa
Echinopsis trichosa ist eine Pflanzenart aus der Gattung Echinopsis in der Familie der Kakteengewächse (Cactaceae). Das Artepitheton trichosa stammt aus dem Lateinischen, bedeutet ‚haarig‘ und verweist auf das dicht behaarte Perikarpell der Blüte.

## Beschreibung
Echinopsis trichosa wächst in der Regel einzeln, ist säulenförmig und erreicht Wuchshöhen von bis zu 1 Meter. Die zylindrischen bis etwas keulenförmigen, glauk graugrünen Triebe weisen einen Durchmesser von 5 bis 6 Zentimeter auf. Es sind neun runde und breite Rippen vorhanden. Die auf ihnen befindlichen dreieckigen Areolen sind grau und stehen bis zu 5 Zentimeter voneinander entfernt. Aus ihnen entspringen graue, pfriemliche, kräftige Dornen, die dunkler gespitzt und an ihrer Basis verdickt sind. Der einzelne Mitteldorn steht ab und ist bis zu 7 Zentimeter lang. Die vier bis sechs Randdornen sind ausgebreitet oder liegen an den Trieben an und weisen eine Länge von 1 bis 3,5 Zentimeter auf.
Die röhrig-trichterförmigen, weißen Blüten erscheinen in der Nähe der Triebspitzen und öffnen sich in der Nacht. Sie sind bis zu 23 Zentimeter lang und besitzen einen Durchmesser von 10 Zentimeter. Ihr Perikarpell und die Blütenröhre sind mit dichten weißen bis braunen Haaren besetzt. Die kugelförmigen Früchte sind stark behaart und weisen einen Durchmesser von bis zu 5 Zentimeter auf.

## Verbreitung und Systematik
Echinopsis trichosa ist im bolivianischen Departamento Santa Cruz im Tiefland bei 600 Metern verbreitet.
Die Erstbeschreibung als Trichocereus trichosus durch Martín Cárdenas wurde 1957 veröffentlicht. Heimo Friedrich und Gordon Douglas Rowley stellten die Art 1974 in die Gattung Echinopsis.

## Nachweise